# 蔦ヶ嶽城
蔦ヶ嶽城（つたがたけじょう）は、福岡県宗像市と遠賀郡岡垣町との境にあった日本の城。宗像氏の居城。別名・蔦ヶ岳城、赤間山城、岳山城。

## 概要
標高369.3メートルの城山山頂にある。
築城年は不明だが、11世紀代の第6代・宗像大宮司宗像妙忠が築城したと伝わる。第54代宗像大宮司宗像氏俊、第79代宗像大宮司宗像氏貞が改修を行う。氏貞の改修は大規模なもので、尾根を削平し多数の曲輪を造成。曲輪群は南北800メートル以上、東西1キロメートル以上に及び福岡県内では屈指の大城郭である。曲輪の斜面には高石垣は無いものの切岸になっており、その下方には畝状竪堀としては北部九州最多クラスの170条の竪堀が設けられ、堀切と共に、尾根伝いに侵攻することが困難な構造になっていた。
戦国末期に宗像氏貞による大改修と共に岳山の城と名付けられ戦国大名の宗像氏の居城となったが、1588年（天正16年）に九州征伐の帰途に立ち寄った豊臣秀吉の命により廃城となった。この時に櫓や石垣を破却したとされる占部貞保の記録が残っている。現在目立つ痕跡は、本丸跡北側斜面に水穴と南側にわずかに野良積みの石塁が残るのみであるが、土塁、堀切、竪堀の痕跡は残っており、山頂付近では登山に苦労する者も見られる。
尚、二の丸跡に残る石垣は、1939年（昭和14年）に建設された青少年修養道場「城山閣」のものであり、宗像氏の城とは直接の関係は無い。

## 歴史
1336年、足利尊氏が、多々良浜の戦いの際に入城する。
1370年に荒廃していた蔦ヶ嶽城を第54代宗像大宮司・宗像氏俊が修築し、入城した。
1559年、大友氏の家臣の立花鑑載、怒留湯直方、麻生鎮氏（宗像鎮氏）の数千の軍勢による侵略を受けて落城し、宗像氏貞が大島に逃亡した。
1560年、領地奪還となった宗像氏貞は、また立花鑑載、怒留湯直方と吉弘鑑理、立花道雪、臼杵鑑速、高橋鑑種ら5千の軍勢による侵略を受けるも、撃退した。
1561年に第79代宗像大宮司宗像氏貞が大改修。名を岳山城とし、居城とした。
1567年、氏貞が立花山城を襲撃したが立花鑑載、怒留湯直方の反撃を受けて蔦ヶ嶽城下まで戦って、劣勢を転じて大友勢を撃退した。
1586年3月4日に、岳山（蔦ヶ嶽）城で氏貞が42年の生涯に幕を閉じ、宗像家が断絶する。
1588年、九州征伐の帰途で赤間にたちよった豊臣秀吉の命により廃城となる。